# 陈敏尔
陈敏尔（1960年9月29日—），浙江诸暨人，中国共产党、中华人民共和国政治人物，副国级领导人。绍兴师范专科学校中文专业毕业，中共中央党校在職研究生学历。1982年9月加入中国共产党。现任中共中央政治局委员、天津市委书记。曾任贵州省人民政府省长、中共贵州省委书记、贵州省人大常委會主任、中共重庆市委书记。
陈敏尔是中共第十七届中央候补委员，第十八届中央委员，第十九、二十届中央委员、中央政治局委员。习近平在浙江省擔任主要領導期間，陳敏爾曾與習近平長期共事，被外界認為是习近平派系“之江新軍”的主要成員之一。

## 生平

### 浙江省
1978年，陈敏尔17岁时應屆考入绍兴师范专科学校（今绍兴文理学院）；毕业第一年，留校工作，担任宣传干事。之后在浙江省委党校学习、任教并从事行政工作。1987年，调入中共绍兴市委宣传部，开始从政之路。曾历任市委宣传部副部长，绍兴县委副书记、县长、县委书记（其间：1995－1996年中央党校一年制中青年干部培训班学习），宁波市副市长（其间：1995－1998年中央党校在职研究生班法学专业学习），市委副书记、常务副市长；1999年12月，出任中共浙江省委机关报——《浙江日报》社社长。在其任内，浙江日报报业集团在国内率先成立，提出“以报立业、多元运营”的规划。任职社长期间，他曾向时任浙江省委书记张德江提议，指导与开辟《钱江浪花》专栏。陳敏爾本人亦以署名「本報記者陳敏爾」在該專欄撰文兩篇。2001年12月，陈敏尔出任浙江省委宣传部部长，并在2002年6月升任中共浙江省委常委，时年42岁。此时其他之江新军的核心成员，李强，蔡奇和黄坤明都在地市任书记或市长，尚未进入省委常委。
2002年底开始在省委书记习近平的领导下工作。2007年年中，浙江省委换届，陈敏尔連任省委常委，及後兼任省人民政府常务副省长，成为时任浙江省长吕祖善的副手。

### 贵州省
2012年2月，中共中央宣布，任命陈敏尔为中共贵州省委副书记，陈敏尔成为贵州省内仅次于省委书记栗战书和省长赵克志的三号人物。当年12月，接替升任省委书记的赵克志出任省人民政府党组书记。2013年1月当选贵州省人民政府省长，晋升正部级。
2015年7月31日，陈敏尔接替转任河北省委书记的赵克志出任中共贵州省委书记，2017年4月20日連任。2016年1月30日，當選為貴州省人大常委會主任。
陈敏尔在贵州从政期间，主张兼顾公平与发展、超越左右之争的发展路线，提出了「大扶贫、大数据」的发展战略，推动脱贫攻坚、精准扶贫，改革农村生產合作社，并成功开拓了大数据、云计算和生态旅游等产业，这一发展战略也被外界称为“贵州模式”。主政贵州期间，陈敏尔政绩亮眼，在2015和2016年，贵州省分别以10.7%和10.5%的GDP增速，连续稳居全国第二。

### 重庆市
2017年7月15日，孙政才不再兼任重庆市委书记、常委、委员职务，由陈敏尔接任。BBC中文網认为这是中共中央总书记习近平在中共十九大前提拔亲信、清除异己的重要举措，陈敏尔已笃定进入政治局，未来更有可能晋升政治局常委，成为中共最高领导层的成员。
2017年10月25日，57岁的陈敏尔在中共十九届一中全会上当选中共中央政治局委员，晋升副国级，成为党和国家领导人。2018年2月24日，当选为第十三届全国人大代表。

### 天津市
2022年10月23日，62岁的陈敏尔在中共二十届一中全会上连任中共中央政治局委员。
2022年12月8日，不再兼任重庆市委书记、常委、委员职务，接替进入中央的李鸿忠出任中共天津市委书记。